# Râul Circik
Circik ( în Rusă Чирчик) este un râu situat in Uzbekistan. Se formează din confluența râurilor Chatkal și Pskem. Curge printr-o vale adâncă pe o distanță de 30 km pe cursul superior, după care se lărgește și se varsă în Sârdaria. Pe cursul râului au fost construite mai multe baraje și sunt amplasate orașele Circik și Tașkent.